# Gamakia hirsuta
Gamakia hirsuta är en spindelart som beskrevs av Ramírez 2003. Gamakia hirsuta ingår i släktet Gamakia och familjen spökspindlar. Inga underarter finns listade i Catalogue of Life.